# Mario Bortolotto
Mario Bortolotto (né le 30 août 1927 à Pordenone et mort le 27 septembre 2017 à Rome) est un critique musical italien.
Médecin, il étudie auprès du conservatoire de Venise. Auteur d'essais notamment de musique contemporaine, il définit en 1976 la seconde phase de la Nuova Musica, en caractérisant les musiciens italiens des années soixante et soixante-dix, parmi lesquels Luigi Nono, Luciano Berio, Bruno Maderna, Sylvano Bussotti, Aldo Clementi, Franco Donatoni, Niccolò Castiglioni, Franco Evangelisti, avec le soutien éditorial de Franco Nonnis. Souvent formés à Darmstadt, ou influencés par leurs contacts avec des musiciens américains à Rome, ces musiciens marqueront ces deux décennies.
Il traduit notamment les œuvres de Theodor Adorno et Karlheinz Stockhausen. Il dirige la revue Lo spettatore musicale de 1966 à 1972. Il a fait partie de l'Académie nationale Sainte-Cécile.

## Œuvres
- Fase seconda. Studi sulla nuova musica, Einaudi, Torino, 1976,  (ISBN 88-06-17665-X)
- Consacrazione della casa, Adelphi, Milano, 1982,  (ISBN 88-459-0503-9)
- Introduzione al Lied romantico, Adelphi, Milano, 1984,  (ISBN 88-459-0584-5)
- Dopo una battaglia, Adelphi, Milano, 1992,  (ISBN 88-459-0930-1)
- Est dell'Oriente, Adelphi, Milano, 1999,  (ISBN 88-459-1482-8)
- Wagner l'oscuro, Adelphi, Milano, 2003,  (ISBN 88-459-1804-1)
- La serpe in seno. Sulla musica di Richard Strauss, Adelphi, Milano, 2007,  (ISBN 88-459-2185-9)
- Corrispondenze, Adelphi, Milano, 2010,  (ISBN 978-88-459-2497-2)
- Fogli multicolori, Adelphi, Milano, 2013,  (ISBN 978-88-459-2778-2)